# 野口あや子
野口 あや子（のぐち あやこ、1987年5月23日 - ）は、日本の歌人。

## 経歴
岐阜県出身。15歳の頃、独学で短歌を作り始める。岐阜県立華陽フロンティア高等学校通信課程を経て、愛知淑徳大学文化創造学部（現、創造表現学部創作表現専攻）を卒業。大学では小説家の諏訪哲史ゼミに学ぶ。2004年に幻桃短歌会、2006年に未来短歌会に入会。松村あや、加藤治郎に師事。離婚歴あり。
高校在学中(ただし中学卒業後すぐに入学していないので19才)の2005年に作品「セロファンの鞄」30首で第48回短歌研究新人賞次席。翌2006年に作品「カシスドロップ」30首で第49回短歌研究新人賞を受賞。10代での同賞受賞は第2回の寺山修司（当時18歳）、第32回の久木田真紀（当時19歳）以来となる3人目。2008年、岐阜市芸術文化奨励賞を受賞。2010年に第一歌集『くびすじの欠片』で第54回現代歌人協会賞を受賞し（23歳）、辰巳泰子の最年少記録（24歳）を更新する。
短歌朗読ユニット「猫の花」でも活動を展開している。創設時より笹井宏之賞の選考委員を務める。NTTレゾナントとの共同開発「AI歌人」のアドバイザー。名古屋芸術大学芸術学部芸術学科デザイン領域文芸・ライティングコース非常勤講師。

## 著書
- 『くびすじの欠片 歌集』（短歌研究社 2009.3 ISBN 9784862721327 跋文：加藤治郎）
- 『夏にふれる 歌集』（短歌研究社 2012.7 ISBN 9784862723055 解説：諏訪哲史）
- 『歌集 かなしき玩具譚』（短歌研究社 2015.5 ISBN 9784862724564）
- 『眠れる海』（書肆侃侃房 現代歌人シリーズ17 2017.9 ISBN 978-4863852761）

### 共著
- 『気管支たちとはじめての手紙 マイナビ現代詩歌セレクション [Kindle版]』2014.12 - 三角みづ紀との共著
- 『ホスト万葉集 嘘の夢 嘘の関係 嘘の酒 こんな源氏名サヨナライツカ』（講談社、2020年7月）
- 『ホスト万葉集 巻の二 コロナかも だから会わない好きだから コロナ時代の愛なんて クソ』（講談社、2020年12月）
- 『ホスト万葉集 文庫スペシャル』（講談社文庫、2022年7月）

## 寄稿
作品
- 巻頭表現 「エレクトラ」（短歌 11首、画 : 橋爪彩） - 『文學界』2015年12月号
- 「エレクトラ・ハレーション」（短歌 15首） - 『早稲田文学増刊女性号』川上未映子責任編集 2017 .9
- 「ニジンスキーの薔薇」（短歌 20首） - 『短歌研究』2020年3月号
- 「纏わんがため」 - 『短歌研究』2021年1月号
- 「盤上」 - 『短歌研究』2021年6月号
- 「二盃口」 - 『短歌研究』2021年8月号
- 「共犯の花」 - 『文學界』2025年6月号

小説
- 「ジュリアナ様 」 - 『小説新潮』2019年11月号

随想・論など
- 作品季評 (第89回・前半) - 『短歌研究』第71巻第1号 2014 .1
- 作品季評 (第89回・後半) - 『短歌研究』第71巻第2号 2014 .2
- 解説「三角みづ紀という隣人」 - 『三角みづ紀詩集』（思潮社、ISBN 978-4-7837-0983-1、2014 .8）
- 「変化と欲望の先にあるもの : うたの聴こえるところまで 短歌展望2016」 - 『現代詩手帖』2016年12月号 思潮社
- 「混乱と豊穣へ : うたの聴こえるところまで(24)短歌展望2017」 - 『現代詩手帖』2017年12月号 思潮社
- 「鬼の子 建」 : 『歌壇』第31巻9号 2017 .9 - 第32巻5号 2018 .5（全7回）
- 「第4回 大学短歌バトル2018 予選選考会」 : 『短歌』第65巻第2号 2018 .2
- 「第5回 大学短歌バトル2019 予選選考会」 : 『短歌』第66巻第2号 2019 .2
- 「春日井建──三島由紀夫が愛した才能」 : 『文學界』2020年12月号
- 「セルフネグレクトあるいは」 : 『文學界』2022年2月号

## 出演番組
- 「NHK短歌 テーマ“家族の歌”／口語の歌」 - NHK短歌（NHK教育テレビ）（2009年6月14日）
- 「NHK短歌 題“坂”／自然（2）動物への愛」 - NHK短歌（NHK教育テレビ）（2012年9月2日）
- 「NHK短歌 題“浮（く）”／日常の歌と時代　そのへんの鳥」 - NHK短歌（NHK教育テレビ）（2012年9月9日）
- 「NHK短歌 題“罠（わな）”／歌ことばの力　回想の表現」 - NHK短歌（NHK教育テレビ）（2012年9月16日）
- 「人間ってナンだ?超AI入門」第7回「恋愛する」（NHK教育テレビ）(2017年11月17日）